# جليزا 3470
جليزا 3470 هو قزم أحمر قريب من نجوم النسق الأساسي النوع-M . يقع جليزا 3470 على بعد 96 سنة ضوئية (30 فرسخ فلكي) تقريباً  في كوكبة السرطان.
```
في 22 يونيو 2012 تم الإعلان عن اكتشاف 
كوكب خارج المجموعة الشمسية
 يدور حول هذا 
النجم
 على بعد 	0.03557 (± 0.001) 
وحدة فلكية
 اكتشف الكوكب باستخدام قياسات 
السرعة الشعاعية عالية الدقة
.
[
3
]
```

## النظام الكوكبي
لنجم جليزا 3470 كوكب واحد مكتشف حتى الآن وهو كوكب عابر يقارب حجمة حجم كوكب أورانوس. وأظهرت عمليات الرصد التي قام بها مقراب سبيتزر الفضائي أن كثافة هذا الكوكب منخفضة جدا. 
| رفيق (بترتيب النجوم) | كتلة       | نصف محور (AU)     | الفترة المدارية (يوم) | انحراف | ميلان         | نق          |
| -------------------- | ---------- | ----------------- | --------------------- | ------ | ------------- | ----------- |
| b                    | 0.04373 مJ | 0.03557 (± 0.001) | 3.33671 (± 5e-05)     | —      | 88.3 (± 0.5)° | 0.373807 قم |